# Gare de La Crèche
Gare de La Crèche vasútállomás Franciaországban, La Crèche településen.

## Vasútvonalak
Az állomást az alábbi vasútvonalak érintik:
- Saint-Benoît-La Rochelle-Ville-vasútvonal

## Kapcsolódó állomások
A vasútállomáshoz az alábbi állomások vannak a legközelebb:
- Gare de Saint-Maixent
- Gare de Niort